# 哥伦比亚 (圣保罗州)
哥伦比亚（葡萄牙語：Colômbia）是巴西圣保罗州的一个市镇。总面积729.252平方公里，总人口6077人，人口密度8.3人/平方公里。